# تريومف تايجر 80
تريومف تايجر 80(بالإنجليزية: Triumph Tiger 80)‏ هي دراجة نارية من تصنيع شركة تريومف البريطانية بدأ إنتاجها عام 1937.